# Toney Anaya
Toney Anaya (né le 29 avril 1941) est un homme politique américain démocrate, gouverneur du Nouveau-Mexique de 1983 à 1987.

## Biographie
Entre 1975 et 1978, il a été Attorney General du Nouveau-Mexique, et s'efforce de lutter contre la corruption.
En 1978 il s'est présenté aux élections pour le Sénat, mais a été battu par le républicain Pete Domenici.
Il est élu gouverneur du Nouveau-Mexique en 1983, et à ce poste il s'occupe en particulier des problématiques d'énergies alternatives et du traitement de l'eau, et de questions d'éducation et de développement économique.
Après l'élection de son successeur en 1986, il a gracié tous les condamnés avant de quitter ses fonctions, en raison de son opposition au principe de la peine de mort.